# Thurston Dart

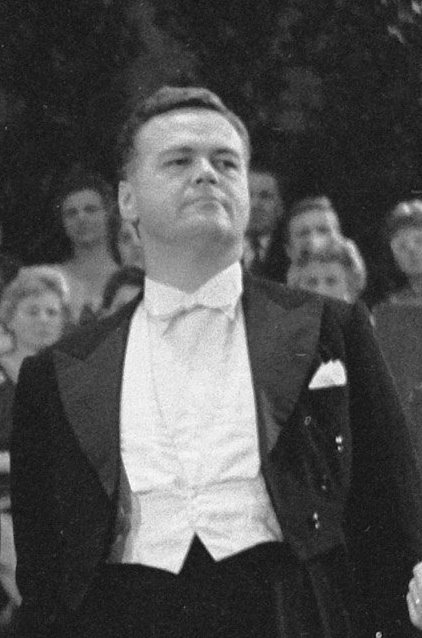
Thurston Dart in Nederland (1961)

Robert Thurston Dart bekend als Thurston Dart (Kingston upon Thames, 3 september 1921 - Londen, 6 maart 1971), was een Britse musicoloog, dirigent, klavecinist en muziekpedagoog en een pionier van de authentieke uitvoeringspraktijk van barokmuziek.

## Levensloop
Dart liep school in Hampton Grammar School. Hij zong in het koor van de Chapel Royal in Hampton Court. Hij leerde klavecimbel spelen in de Royal College of Music in Londen (1938-39) en studeerde wiskunde aan het University College of the South-West of England in Exeter (1939-42), waar hij een Bachelor's degree behaalde. Vervolgens trok hij naar het leger en werd officier in de operationele research van de Royal Air Force. Daar ontmoette hij de jonge violist Neville Marriner.
Na de oorlog kwam hij in Brussel studeren bij Charles Van den Borren. Aan de universiteit van Cambridge werd hij in 1946 onderzoeksassistent een jaar later assistent, in 1952 docent en in 1962 hoogleraar. Hij speelde in Cambridge ook enige tijd toneel bij de Footlights, een studentengezelschap waaruit vele bekende acteurs zijn voortgekomen, maar de muziek bleef zijn hoofdbezigheid. In die jaren behoorde hij tot de meest enthousiaste bevorderaars van de heropleving van de oude muziek. Hij oefende invloed uit op diegenen die de 'Early Music Consort of London' en andere groepen oprichtten. In 1964 werd hij King Edward Professor of Music aan King's College London, onderdeel van de Universiteit van Londen.
Dart trad vaak op als basso continuospeler op klavecimbel, fortepiano of orgel. Hij maakte veel plaatopnamen, voornamelijk bij het label L'Oiseau-Lyre. Hij trad ook op als dirigent. Van 1947 tot 1954 was hij de redacteur van de Galpin Society Journal en van 1950 tot 1956 was hij secretaris van Musica Britannica. Zijn boek The Interpretation of Music (Londen, 1954), had zeer veel invloed. Hij schreef ook talrijke baanbrekende artikelen over aspecten van muzikale bronnen en uitvoeringspraktijk.
In de jaren 1950 nam hij vaak deel aan concerten met vier klavecimbels. Zijn collega's hierbij waren George Malcolm, Denis Vaughan en Eileen Joyce (1908-1991). Met hen nam hij in 1957 twee concerto's op van Vivaldi voor vier klavecimbels, samen met het Pro Arte Orchestra geleid door Boris Ord.
In 1968 was hij lid van de jury voor de internationale klavecimbelwedstrijd op het Musica Antiqua festival in Brugge.
Onder zijn studenten bevonden zich onder meer de componist Michael Nyman, de dirigent John Eliot Gardiner en de musicoloog en dirigent Christopher Hogwood.
Hij realiseerde een van de eerste historisch goed gedocumenteerde uitvoeringen van de Brandenburgse Concerten, samen met de Philomusica of London, waarvan hij artistiek directeur en dirigent was. Later werkte hij vooral met de Academy of St. Martin in the Fields van Neville Marriner, met wie hij de Brandenburgse concerten en de orkestsuites van Bach opnam. Hij overleed voordat dit werk voltooid was.
Wanneer hij als solist optrad had Dart, naar het voorbeeld van veel Russische dirigenten, de gewoonte om, wanneer na afloop geapplaudisseerd werd, naar de partituur te wijzen, in de betekenis van 'niet ik, maar de componist verdient uw applaus'.